# Goephanes niviplagiatus
Goephanes niviplagiatus är en skalbaggsart. Goephanes niviplagiatus ingår i släktet Goephanes och familjen långhorningar.

## Underarter
Arten delas in i följande underarter:
- G. n. niviplagiatus
- G. n. aberrans